# Suillia pallida
Suillia pallida – gatunek muchówki z rodziny błotniszkowatych.
Gatunek ten opisany został w 1820 roku przez Carla Fredrika Falléna jako Helomyza pallida.
Muchówka o ciele długości od 5 do 7 mm. Czułki jej mają długo i pierzasto owłosioną aristę. Tułów jej cechują: brak szczecinek barkowych, nagie pteropleury i mezopleury, obecność włosków zatarczkowych oraz cienko owłosiona dolna część tarczki i nagie rejony na jej dysku. Skrzydła odznaczają się nieprzyciemnionymi, co najwyżej delikatnie cieniowanymi żyłkami poprzecznymi. Przednia para odnóży ma piąty człon stopy węższy i krótszy niż dwa poprzednie razem wzięte. Samiec ma symetryczne edyty w nasadowej części zaopatrzone w skierowany ku przodowi guzek o szerokości nie większej niż wierzchołek edytu. Samica odznacza się siódmym tergitem odwłoka mniej więcej tak długim jak szósty.
Owad znany z Hiszpanii, Andory, Irlandii, Wielkiej Brytanii, Francji, Belgii, Holandii, Niemiec, Danii, Szwecji, Norwegii, Finlandii, Szwajcarii, Austrii, Włoch, Polski, Litwy, Łotwy, Estonii, Czech, Słowacji, Węgier, Ukrainy, Rumunii, Bułgarii, Grecji, Turcji, Cypru, Rosji i Bliskiego Wschodu. Na wschód sięga po Kaukaz i Syberię.

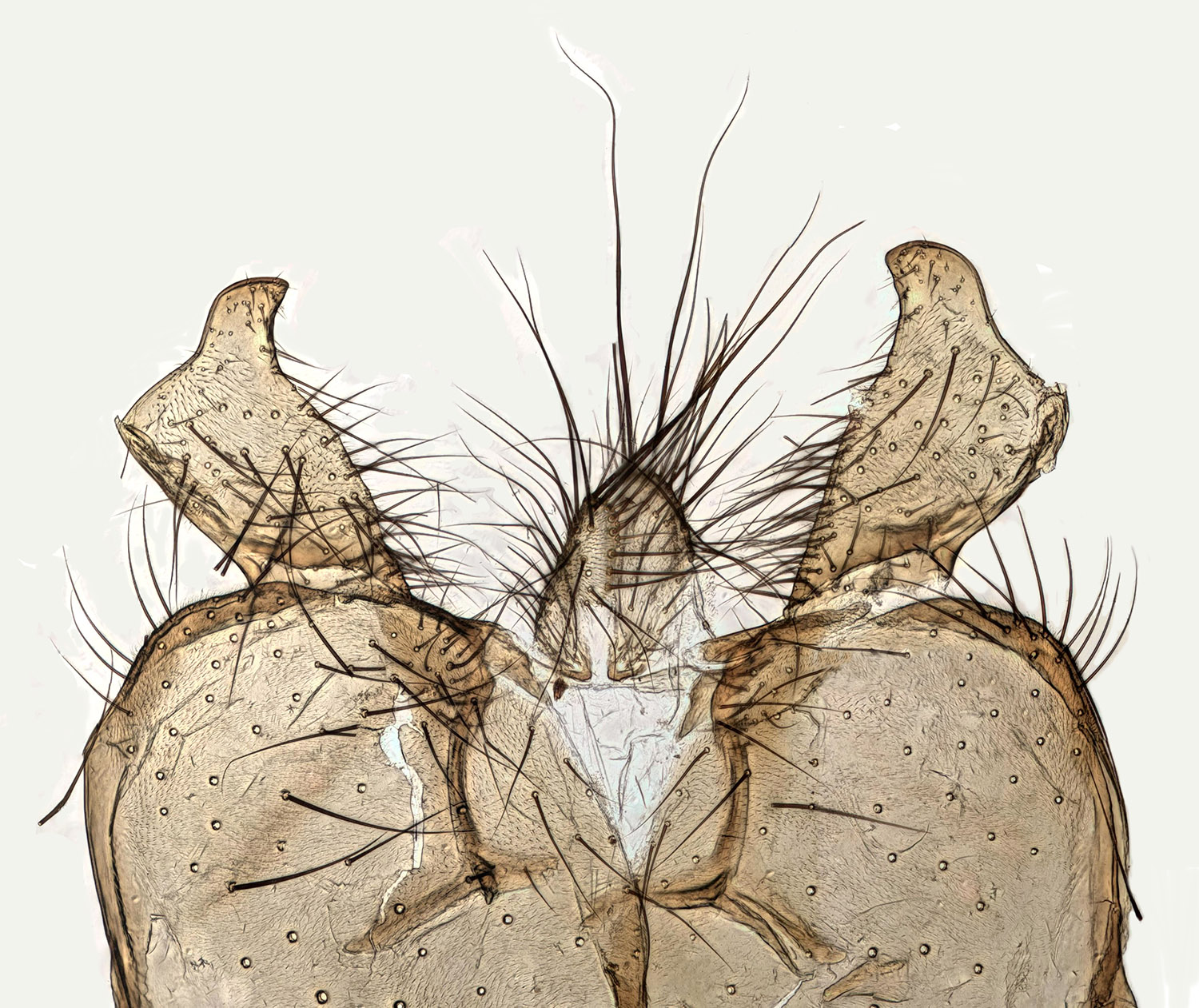
Genitalia samca
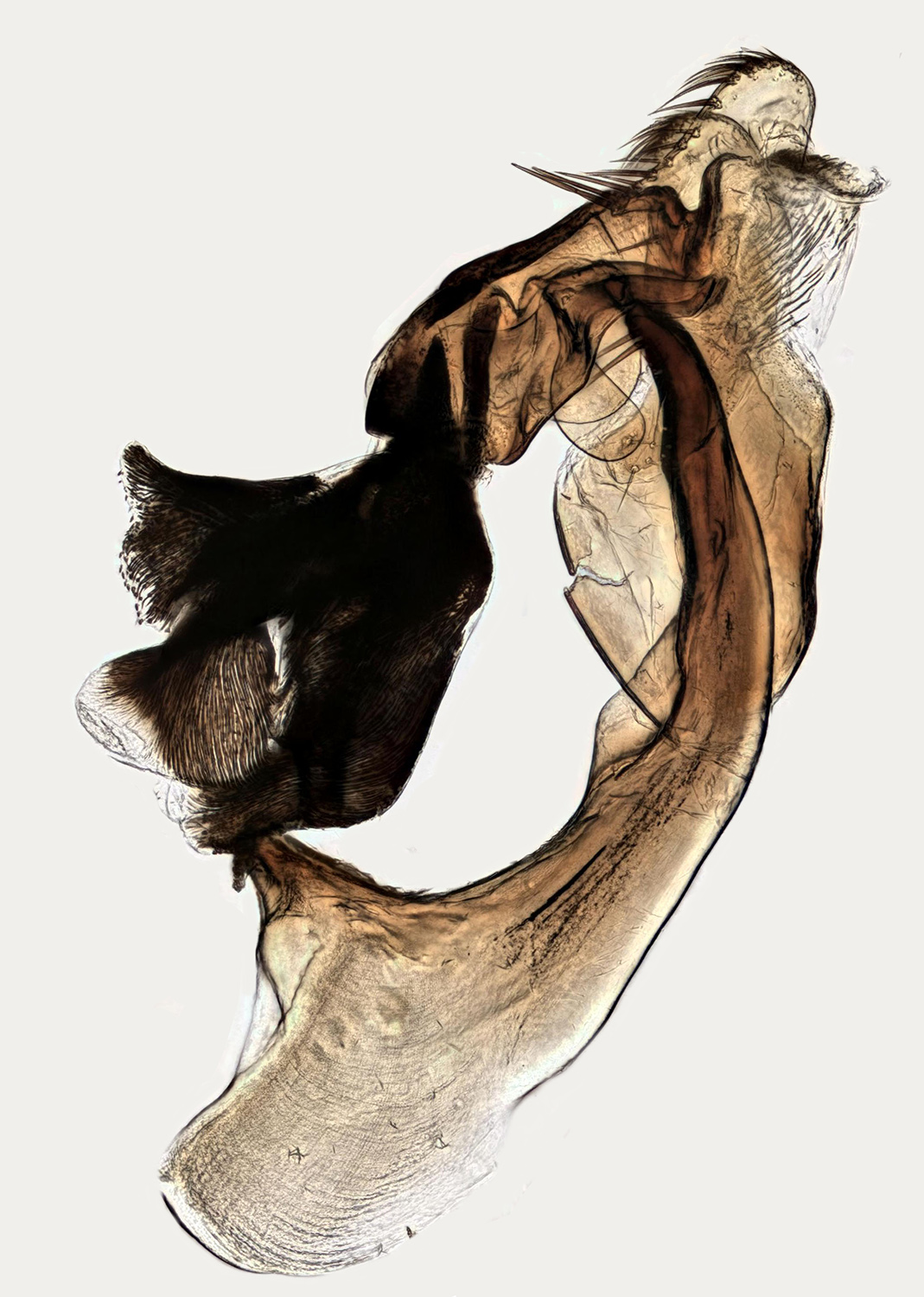
Aparat kopulacyjny samca